# カール・ジークムント・フォン・ホーエンヴァルト

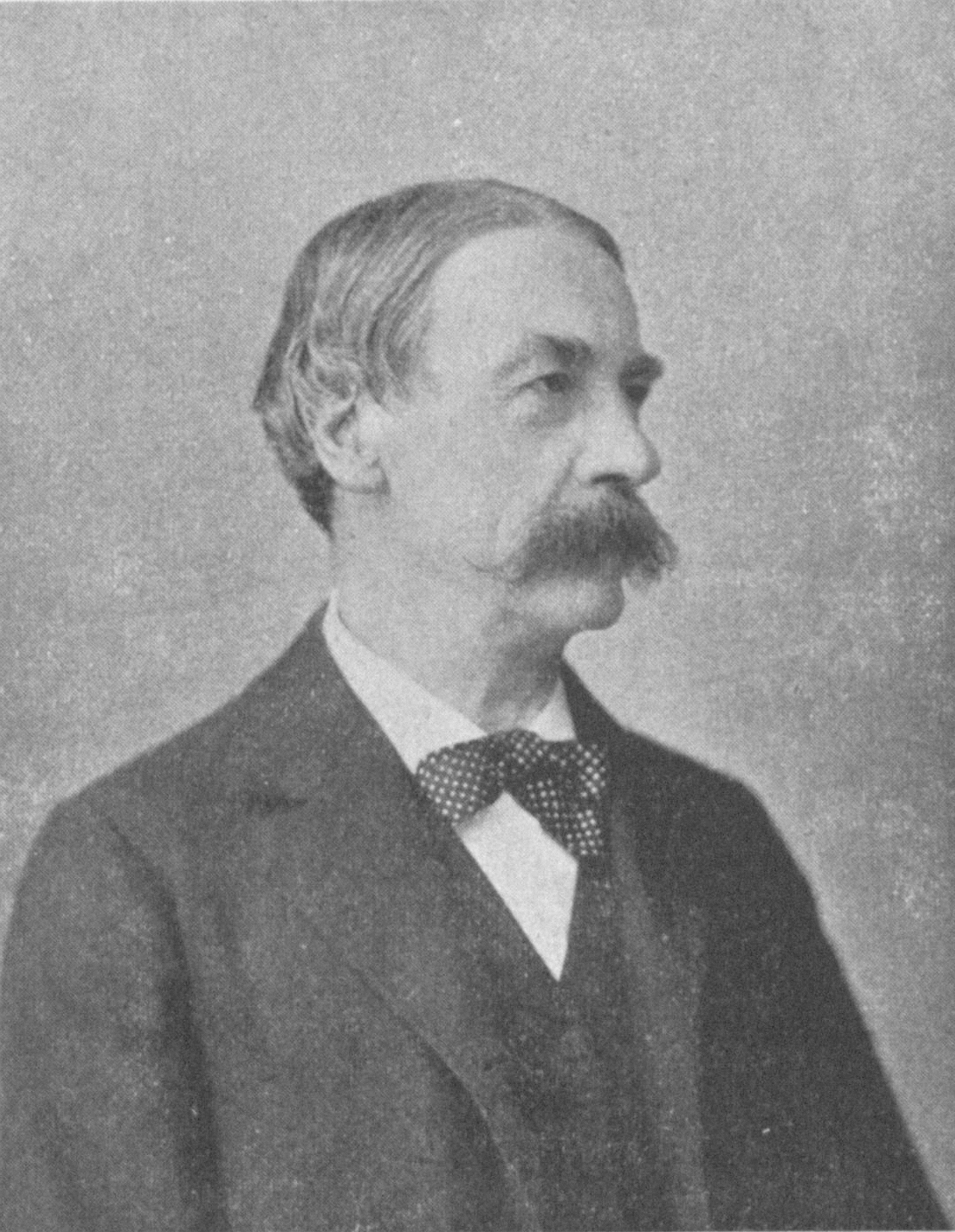
カール・ホーエンヴァルト

カール・ジークムント・フォン・ホーエンヴァルト伯爵（ドイツ語: Karl Sigmund von Hohenwart, Graf von Gerlachstein、1824年2月12日 – 1899年4月26日）は、オーストリア（オーストリア＝ハンガリー二重帝国）の貴族・政治家。首相を務めた。

## 経歴
1824年、ウィーンでカトリック信者の保守的なドイツ系貴族の家に生まれる。当時二重君主国の領域だったクラインKrain（現スロヴェニア）およびトレンティーノ（現イタリア）で行政官を務めたのち、1868年、オーバーエスターライヒ州知事となる。
1871年2月6日皇帝より首相に任命された彼は、経済学者アルベルト・シェフレ（Albert Schäffle）を商務相に任命し、保守的連邦主義者としてボヘミア領邦議会の連邦化要求に対応しようとした。同年10月10日ボヘミア領邦議会では「聖ヴァーツラフ王冠」と称される3領邦（ボヘミア・モラヴィア・シレジア）を管轄する議会を帝国議会とは別に設置し、ボヘミア行政府に広範な自治を認めるなどの内容を含む「基本法」「民族法」「選挙法」の3法を成立させており、これは帝国を（オーストリアとハンガリーによる二重制から）三重制に転換することを求めるものであった。彼らの要求に応え、チェコ人とのアウスグライヒを実現しようとしたホーエンヴァルトは、二重帝国内でのハンガリー人の地位低下を危惧するハンガリー首相ジュラ・アンドラーシからの激しい反対に直面し、また皇帝フランツ・ヨーゼフ1世もアンドラーシに同調したことから、3法は（二重帝国）共通閣僚会議の承認を得ることは出来ず、破棄された。このためホーエンヴァルトは10月30日、首相を辞任した。
彼は首相辞任後も政治に影響力を持ち続け、1879年保守派貴族のエドゥアルト・ターフェが首相に任命されると、彼はカトリック保守派の領袖としてターフェのいわゆる「鉄の環」政権に協力した。1899年没。